# Tetrastichus malabarensis
Tetrastichus malabarensis är en stekelart som beskrevs av Saraswat 1975. Tetrastichus malabarensis ingår i släktet Tetrastichus och familjen finglanssteklar. Inga underarter finns listade i Catalogue of Life.